# Andreas Thulesius
Ivar Andreas Danielsson Thulesius, född 21 januari 1927 i Tyskland, död 24 april 2012 i Klintehamn, Gotlands län, var en svensk orgelbyggare i Rödön och Klintehamn.

## Familj
Andreas Thulesius föddes 21 januari 1927 i Tyskland. Han gifte sig 28 augusti 1959 med Renate Luise Thulesius (född 1928). De flyttade före 1980 till Klintehamn på Gotland. Thulesius avled 24 april 2012 på Sanda i Klintehamn, Gotlands län.
I detta äktenskap föddes två söner och en dotter.

## Lista över orglar
| År   | Ursprunglig kyrka  | Stift      | Manualer | Pedal        | Stämmor | Bevarad orgel/fasad | Övrigt |
| ---- | ------------------ | ---------- | -------- | ------------ | ------- | ------------------- | --- |
| 1953 | Norderö kyrka      | Härnösands | 1        | Självständig | 7       | Ja/Ja               | Orgeln är mekanisk. Fasaden ritades 1953 av Daniel Thulesius. Större delen av pipmaterialet är från ett instrument av Jonas Larsson Landberg, Hammardal. |
| 1957 | Kyrkås nya kyrka   | Härnösands | 2        | Självständig | 15      | Ja/Ja               | Mekanisk orgel. |
| 1959 | Akebäcks kyrka     | Visby      | 1        | Bihängd      | 6       | Ja/Ja               | Mekanisk orgel. |
| 1962 | Eke kyrka          | Visby      | 1        | Självständig | 3       | Ja/Ja               | Mekanisk orgel. |
| 1964 | Rute kyrka         | Visby      | 2        | Självständig | 14      | Ja/Ja               | Mekanisk orgel. |
| 1967 | Näs kyrka, Gotland | Visby      | 1        | Självständig | 5       | Ja/Ja               | Mekanisk orgel. |
| 1969 | Guldrupe kyrka     | Visby      | 1        | Självständig | 5       | Ja/Ja               | Mekanisk orgel. |
| 1976 | Endre kyrka        | Visby      | 1        | Självständig | 8       | Ja/Ja               | Mekanisk orgel. |
| 1978 | Sundre kyrka       | Visby      | 1        | -            | 3       | Ja/Ja               | Mekanisk orgel. |

### Övriga
| År   | Kyrka                 | Stift      | Utförde |
| ---- | --------------------- | ---------- | --- |
| 1953 | Ekeby kyrka, Gotland  | Visby      | Renoverade och omdisponerade orgeln. |
| 1953 | Hamra kyrka, Gotland  | Visby      | Omdisponerade orgeln. |
| 1954 | Sunne kyrka, Jämtland | Härnösands | Thulesius omdisponerade orgeln 1954. Orgeln var byggd 1839 av Johan Gustaf Ek, Torpshammar. Den hade omdisponerats 1887 av E A Setterquist & Son, Örebro. 1972 restaurerades orgeln av Richard Jacoby Orgelverkstad AB, Stockholm.                     |
| 1956 | Follingbo kyrka       | Visby      | Omdisponerade orgeln. |
| 1958 | Klövsjö kyrka         | Härnösands | Thulesius tog bort Trumpet 8' från orgelns huvudverk 1958. Orgeln var byggd 1900 av P L Åkerman & Lunds Orgelfabriks AB, Sundbyberg och hade 6 stämmor, en manual och bihangspedal. 1918 tillbyggdes orgeln med 10 stämmor av samma bolag.             |
| 1960 | Gillhovs kapell       | Härnösands | Thulesius omdisponerade orgeln och utökade den med en stämma 1960. Orgeln var byggd 1894 av Christian Schuster, Östersund till Bodsjö kyrka. 1929 sattes orgeln upp i Gillhovs kapell. Den renoverades 1932–1933 av Jonas Larsson Landberg, Hammardal. |
| 1962 | Vamlingbo kyrka       | Visby      | Byggde om orgeln. |
| 1964 | Stenkumla kyrka       | Visby      | Byggde om orgeln. |
| 1966 | Hogräns kyrka         | Visby      | Byggde om orgeln. |
| 1968 | Buttle kyrka          | Visby      | Byggde om orgeln. |
| 1970 | Hangvars kyrka        | Visby      | Byggde om orgeln. |
| 1975 | Atlingbo kyrka        | Visby      | Byggde om orgeln. |
| 1983 | Terra Nova kyrka      | Visby      | Thelesius byggde om orgeln 1983. Orgeln består till stora dela av äldre material. Fasaden och spelbordet är från 1983. |